# Animantarks
Animantarks (Animantarx) – rodzaj roślinożernego dinozaura z rodziny nodozaurów (Nodosauridae) żyjącego w kredzie (ok. 106–97 mln lat temu) na terenach współczesnej Ameryki Północnej. Został opisany w 1999 roku przez Kennetha Carpentera i współpracowników w oparciu o niekompletną czaszkę i szkielet pozaczaszkowy (CEUM 6228) odkryte w osadach ogniwa Mussentuchit formacji Cedar Mountain w Utah. Nazwa rodzajowa Animantarx pochodzi od łacińskich słów animant („żyjąca”) i arx („cytadela”), co odnosi się do spostrzeżenia Richarda Swanna Lulla z 1914 roku, który porównał ankylozaury do cytadel. Epitet gatunkowy gatunku typowego, ramaljonesi, honoruje Ramala Jonesa, który odkrył holotyp. Czaszka mierzy około 25 cm długości, lewa kość ramienna niemal 30 cm, a prawa kość udowa 41,5 cm.
Animantarx został początkowo uznany za przedstawiciela Nodosauridae przez Carpentera i współpracowników. Analiza filogenetyczna przeprowadzona w 2001 roku przez Vickaryousa i współpracowników zasugerowała, że takson ten należy do Ankylosauridae, choć sami autorzy stwierdzili, że hipoteza taka wymaga dalszego potwierdzenia, ponieważ w swojej analizie wykorzystali jedynie cechy czaszki. Późniejsze analizy (m.in. Thompsona i in. z 2012 roku) wsparły pierwszą sugestię Carpentera i wsp. o przynależności Animantarx do Nodosauridae.